# Stoop (geslacht)

Geslachtswapen (1892, 1893,1903, 1921, 1926,1935)

Stoop is een Dordts regentengeslacht waarvan leden behoren tot de Nederlandse adel.

## Geschiedenis
De stamreeks begint met Geerbrandt Dircksz. die in 1508 als lid van het Dordtse kuipersgilde vermeld wordt. Nazaten van hem werden opgenomen in het Dordtse stadsbestuur, als veertigraad, oudraad, schepen of burgemeester. Door huwelijken ontstonden verwantschappen met andere Dordtse regentenfamilies, zoals De Witt, Van Beveren, Repelaer en Pompe van Meerdervoort. Vanaf 1892 tot 1935 werden leden verheven in de Nederlandse adel. Andere takken zijn opgenomen in het Nederland's Patriciaat. Het geslacht zette behalve op de stad Dordrecht ook een stempel op die contreien als bezitter van verschillende heerlijkheden.

## Enkele telgen
Jacob Stoop (1587-1668), achtraad, raad, schepen, veertigraad en burgemeester van Dordrecht
- Abraham Stoop (1625-1713), oudraad, veertigraad en schepen van Dordrecht
  - Mr. Jacob Stoop (1669-1757), secretaris, veertigraad en burgemeester van Dordrecht
    - Mr. Jacob Stoop (1718-1768), schepen, oudraad en veertigraad van Dordrecht
      - Anthony Balthasar Stoop (1751-1816), schepen, veertigraad en oudraad van Dordrecht
        - Mr. Cornelis Gilles Ocker Stoop (1785-1855), vrederechter en gemeenteraadslid van Dordrecht
        - François Stoop (1789-1846)
          - Adriaan Stoop (1818-1888)
            - François Stoop (1850-1912), nakomelingen van hem werden verheven in de Nederlandse adel
              - Anna Françoise Stoop (1889-1983); trouwde in 1911 met Jean Baptiste August (Guus) Kessler (1888-1972), president directeur Koninklijke Shell en broer van Dolph Kessler. Nicht van Elizabeth Louise Maria Stoop.

            - Ir. Adriaan Stoop (1856-1935), pionier in de olie-industrie. Dordtse Petroleum Maatschappij.
              - Elisabeth Louise Maria Stoop (1891-1968); trouwde in 1916 met Dolph Kessler (1884-1945), mede-oprichter en president-directeur Koninklijke Hoogovens

            - Dr. Theodoor Stoop (1861-1933), geneesheer, wethouder van Dordrecht en SDAP geldschieter[1]
            - Jhr. mr. Jacob Cornelis Stoop (1867-1939), bankier, in 1935 verheven in de Nederlandse adel

        - Johannes Adrianus Stoop, heer van Strijen (1791-1830)
          - Dirk Willem Stoop (1821-1897), notaris en wethouder te Dordrecht
            - Johannes Adrianus Stoop, heer van Zwijndrecht (1859-1933)

          - Jhr. Pieter Anthony Jacob Stoop, heer van Strijen (1829-1899), notaris, in 1892 verheven in de Nederlandse adel
            - Jhr. mr. Johannes Adrianus Stoop, heer van Strijen (1865-1933)
            - Jhr. mr. Hendrik Jacob Herman Stoop, heer van Strijen (1868-1953), notaris
            - Jhr. ir. Adriaan Sicco Cato Stoop, heer van Strijen (1880-1964), directeur Siemens Nederland

        - Jacob Mattheus Stoop (1800-1874), notaris en burgemeester van Strijen
          - Pieter Cornelis Stoop, heer van Goudswaard (1838-1892), burgemeester van Zevenhuizen, Bleiswijk en Moerkapelle en van Benthuizen
            - Jhr. Jan Adriaan Stoop, heer van Goudswaard (1877-1930), belastinginspecteur, in 1926 verheven in de Nederlandse adel
              - Jhr. mr. Pieter Cornelis Stoop, heer van Goudswaard (1907-2004), rechter
                - Jhr. ir. Jan Adriaan Stoop, heer van Goudswaard (1942-2018)

          - Johannes Antonie Stoop (1842-1904), notaris
            - Jhr. Germain Jacques Stoop, heer van Oudshoorn, Gnephoek en de Ridderbuurt (1878-1963), notaris, in 1921 verheven in de Nederlandse adel

      - Abraham Adriaan Stoop (1755-1811), raad en schepen van Dordrecht
        - Mr. Mattheus Philippus Stoop (1788-1829), maire van Dubbeldam, daarna vrederechter van het kanton Ridderkerk

Geslachten die opgenomen zijn in het sinds 1910 verschijnende genealogische naslagwerk Nederland's Patriciaat. Lijst volgens opgave van het CBG Centrum voor familiegeschiedenis.
A · B · C · D · E · F · G · H · I · J · K · L · M · N · O · P · Q · R · S · T · U · V · W · Y · Z